# Kofel
Der Kofel ist ein 1342 m hoher Berg in den Ammergauer Alpen in Bayern. Durch seine exponierte Lage und markante Form ist er weithin aus dem Ammergau und aus Richtung Ettal zu erkennen. Der Gipfel liegt nur etwa einen Kilometer Luftlinie vom Ortskern Oberammergaus entfernt.

## Routen
Die direkte Route startet am Parkplatz „Döttenbühl“ in der Nähe des Oberammergauer Friedhofs auf 840 Meter Höhe. Nachdem man eine Wiese, genannt „Kälberplatte“, mit Blick auf das Wegziel überquert hat, überwindet man den größten Höhenunterschied auf einem bewaldeten Serpentinenweg bis hin zu einem Regenunterstand. Von dort aus beginnt ein gesicherter Steig zum Felsengipfel.
Eine weitere Möglichkeit des Aufstieges ist unter anderem über die Kolbenalm (1040 m) und den „Königssteig“ als Traverse möglich. Durch Kombination verschiedener Routen kann der Kofel auch umrundet werden.

## Gesicherter Steig zum Gipfel
Die letzten hundert Höhenmeter werden über einen Gipfelweg zurückgelegt, der, Trittsicherheit und Schwindelfreiheit vorausgesetzt, aber auch für Familien mit Kindern geeignet ist. Steile und ausgesetzte Abschnitte sind durch Fixstahlseile gesichert. Nach Regen besteht an stark abgetretenen Felsenstellen erhöhte Rutschgefahr. In Hüslers Klettersteigatlas Alpen ist der Steig mit Schwierigkeit KS1 als gesicherter Steig bewertet.
Rund um das Gipfelkreuz hat man bei entsprechender Witterung einen hervorragenden Rundblick, unter anderem auf Ober- und Unterammergau.

## Bildergalerie

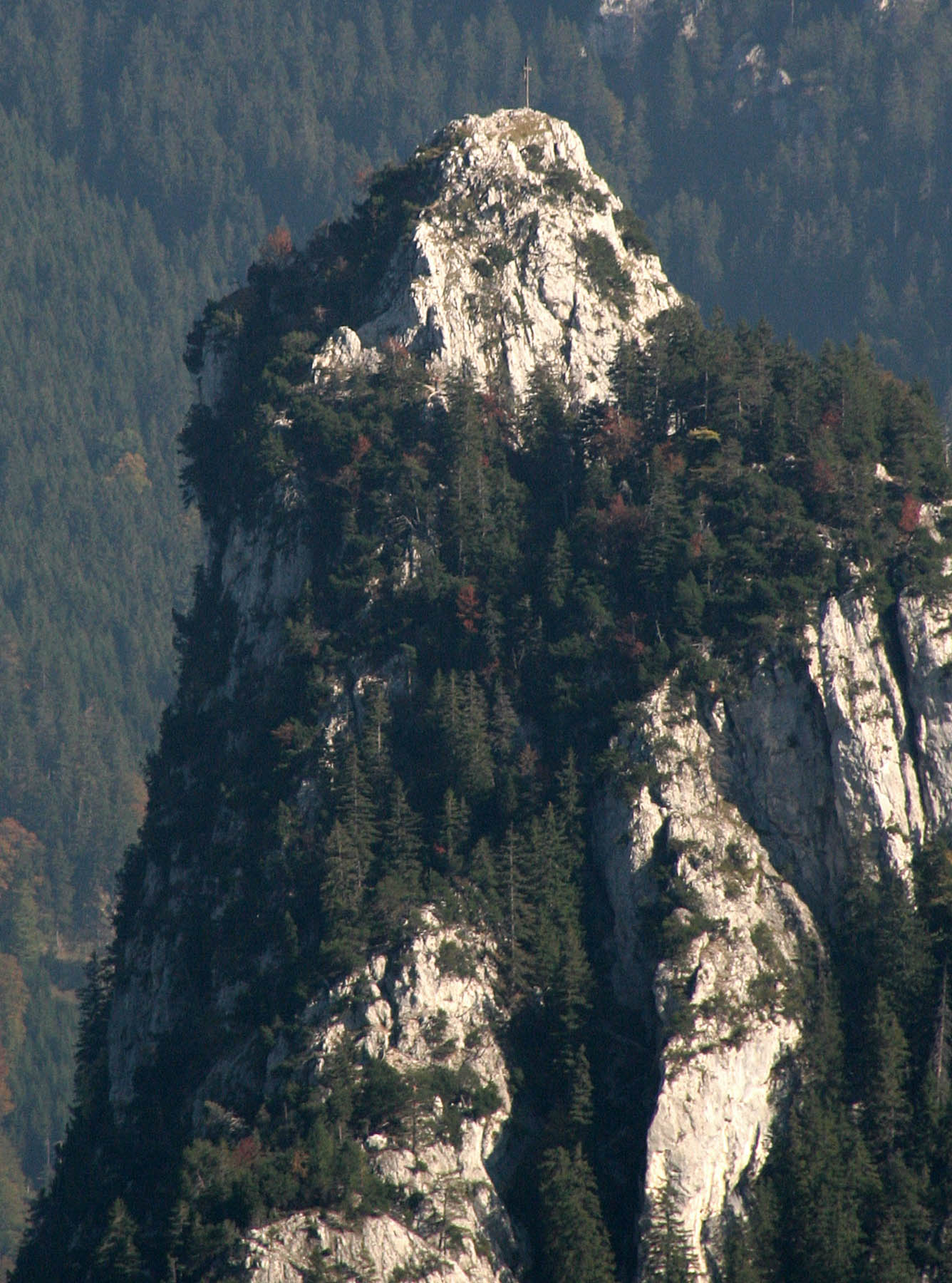
Kofelgipfel von der Kolbenalm aus gesehen
Ausgesetzte Stellen sind durch Stahlseile gesichert
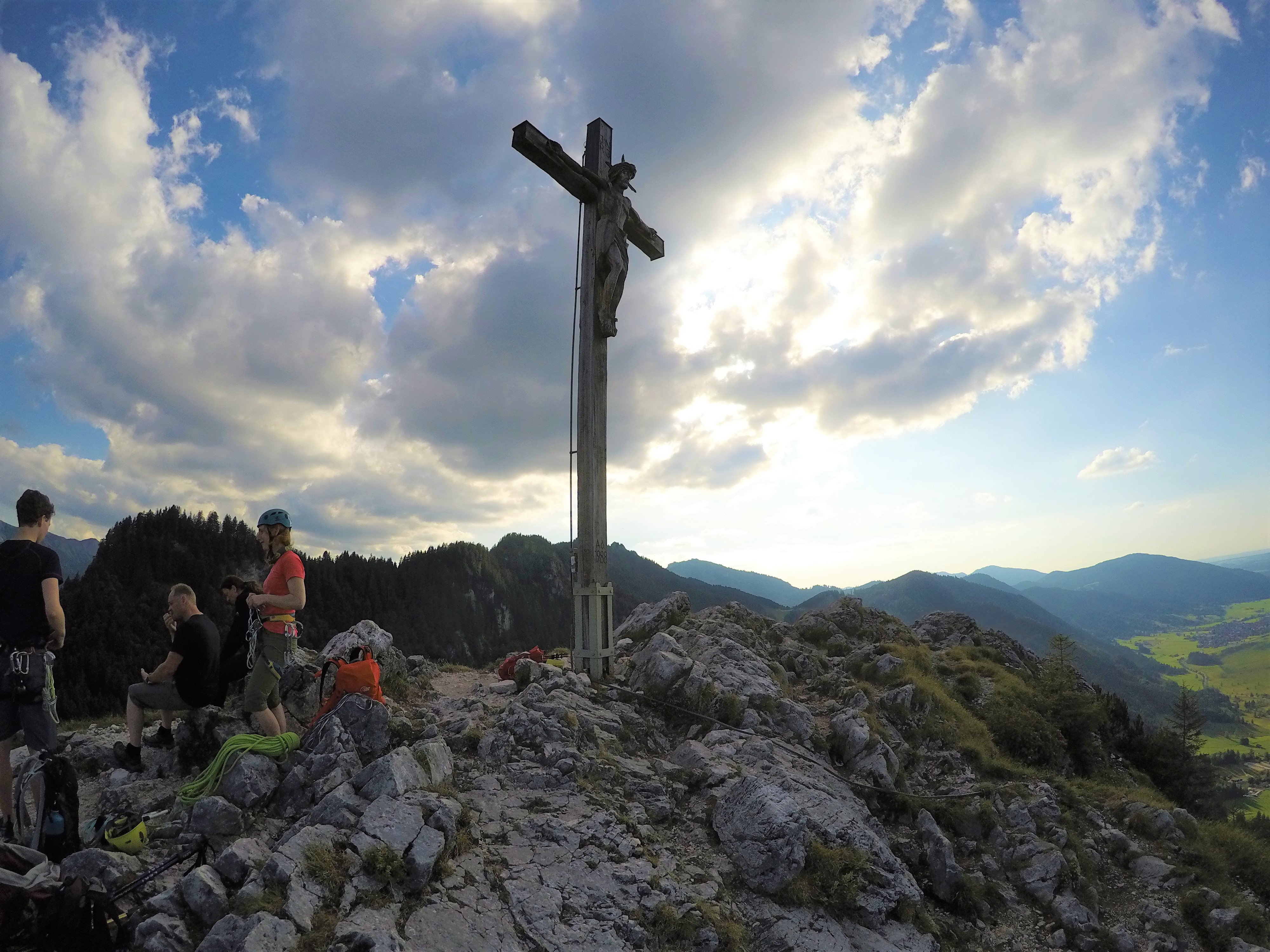
Gipfel des Kofel mit Gipfelkreuz
Blick auf Oberammergau mit Laber
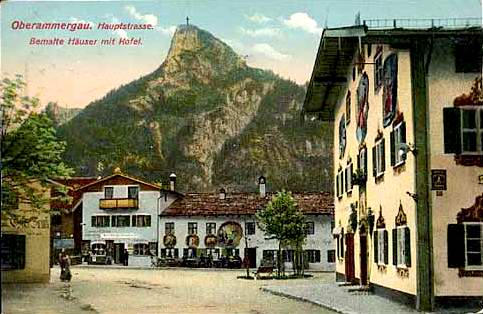
Ansichtskarte von 1918: Oberammergau mit Kofel
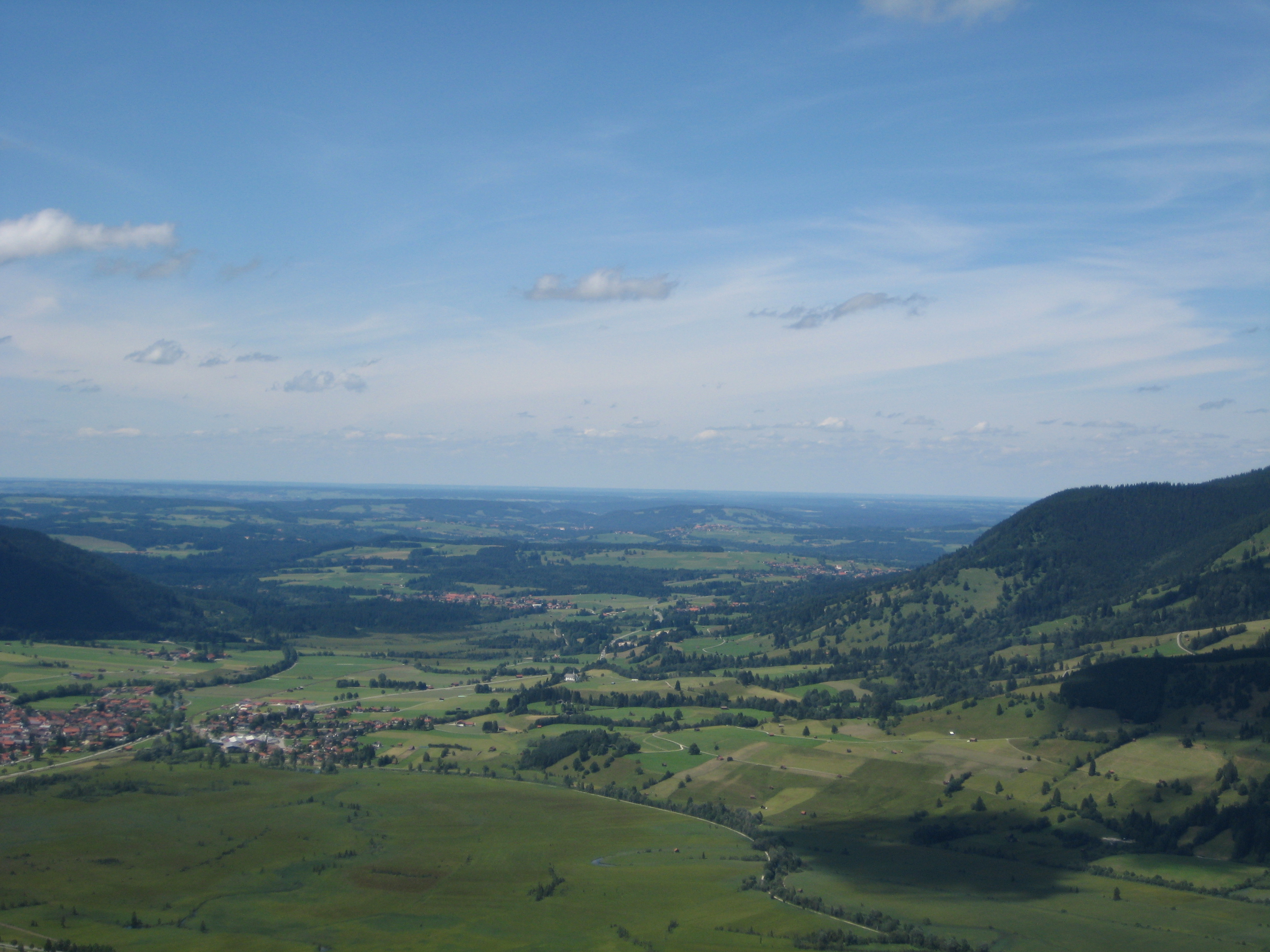
Blick vom Kofel in Richtung Unterammergau und Altenau
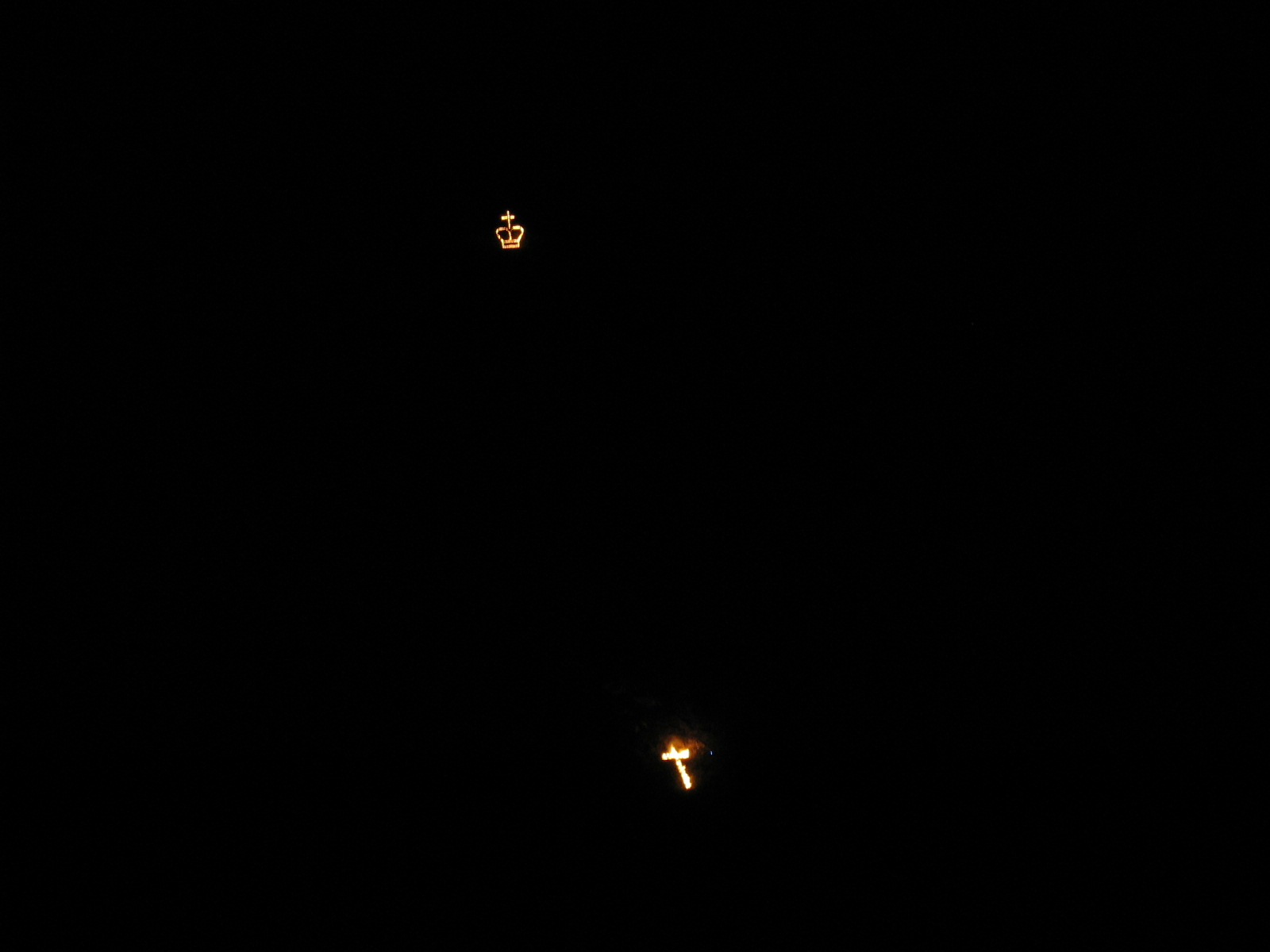
König-Ludwig-Feuer am 24. August 2008: Brennende Krone auf dem Gipfel, brennendes Kreuz am Kofelfleck
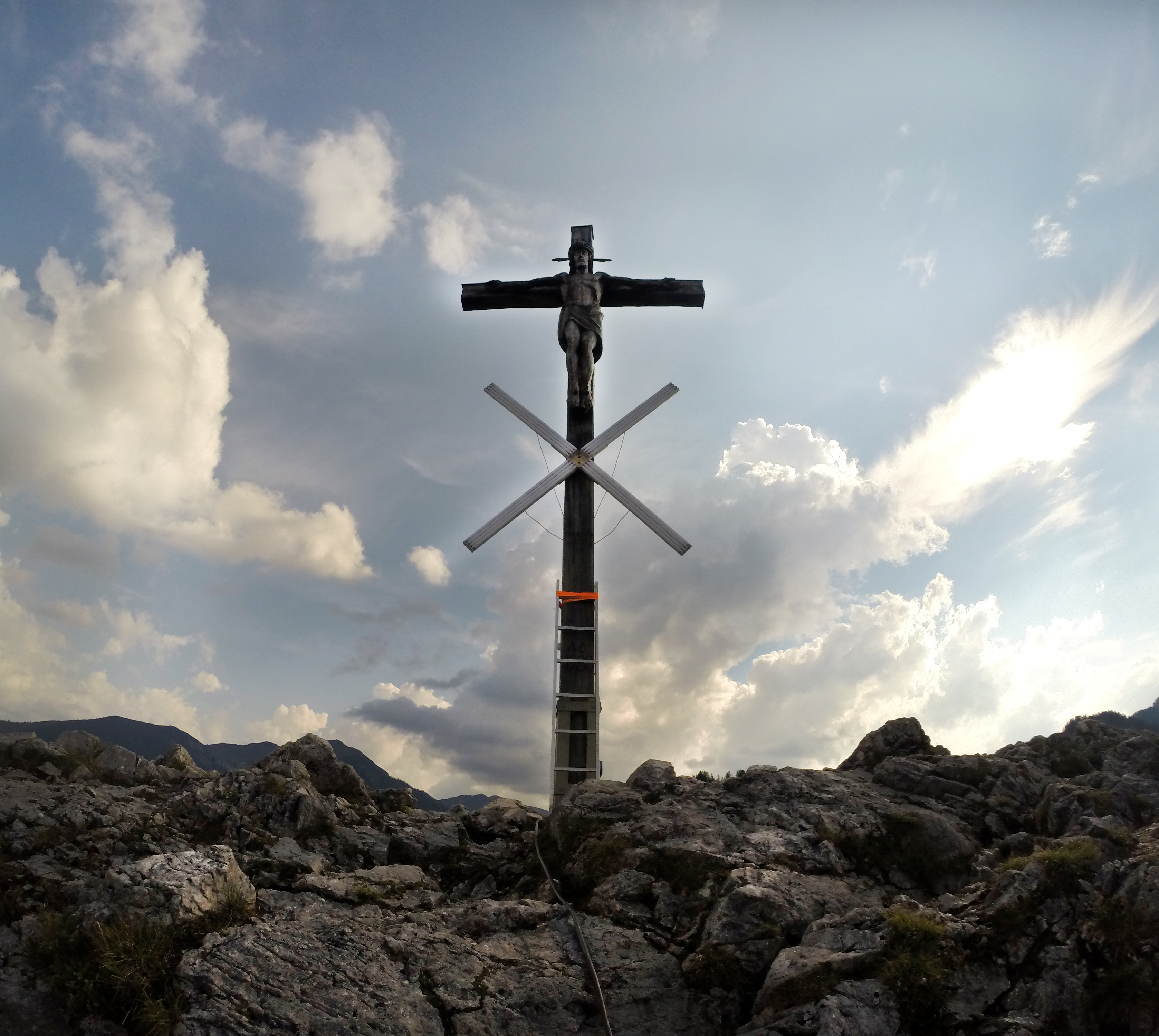
Temporäre Lichtinstallation „Kofel X“ von den Künstlern Sebastian Hertrich und Sebastian Wanke auf dem Gipfel des Kofels.

## Besonderheiten

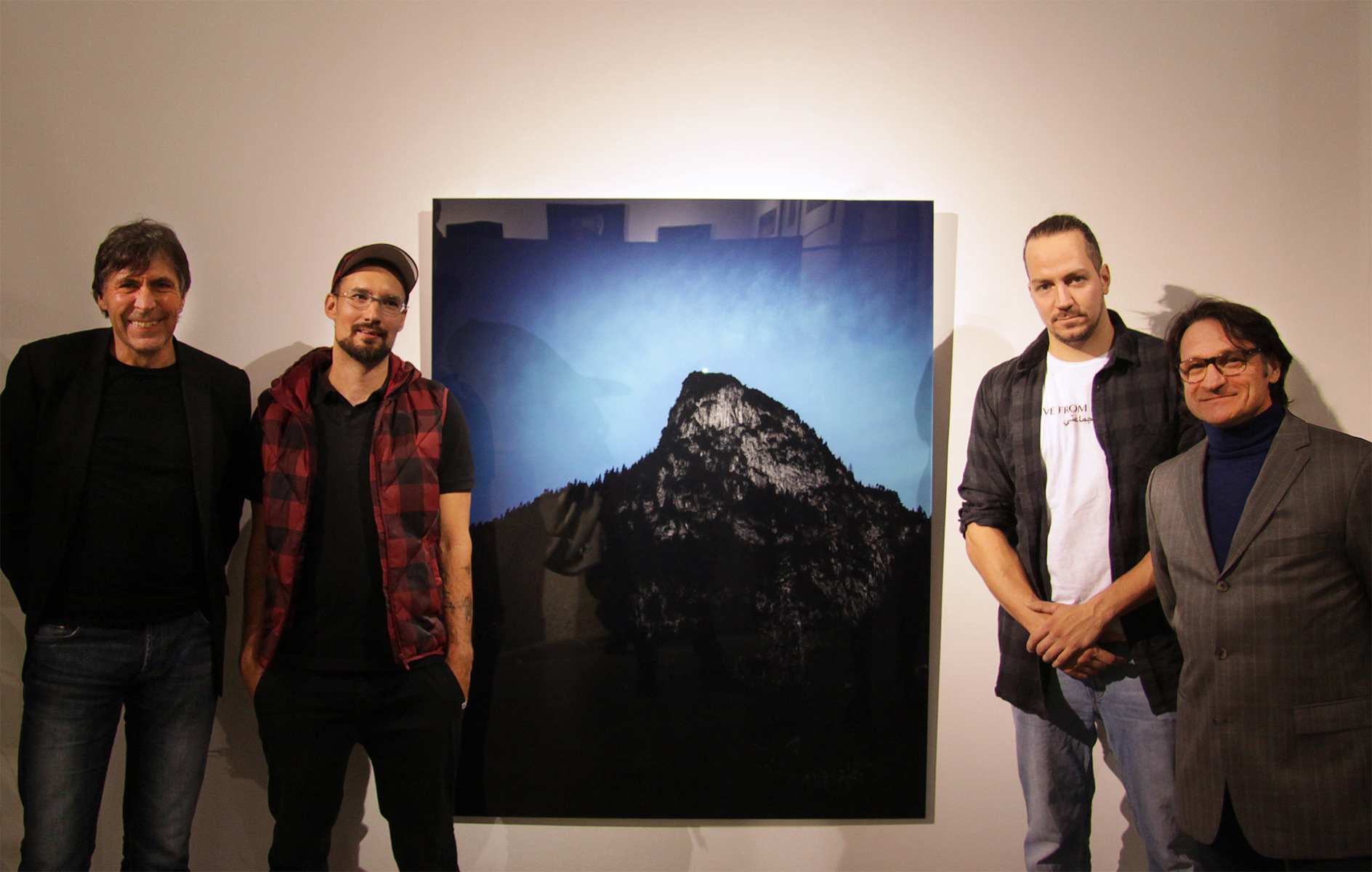
Ausstellung „Made in Oberammergau“; vor der Arbeit „Kofel X“ (v.l.) der Erste Bürgermeister Oberammergau Arno Nunn und die Künstler Sebastian Hertrich, Sebastian Wanke und Wolfgang van Elst.

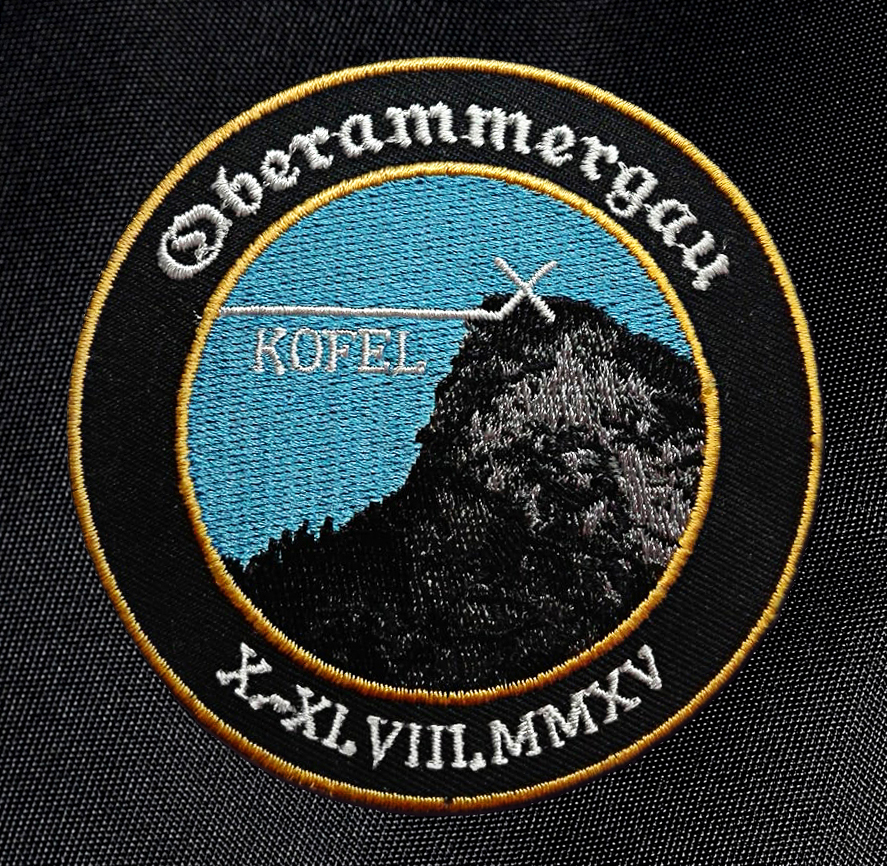
Bergabzeichen der Kunstaktion „Kofel X“

2015 installierten die Künstler Sebastian Hertrich und Sebastian Wanke eine Lichtinstallation auf dem Gipfel des Berges. Die Ergebnisse wurden 2016 unter anderem in der Ausstellung „Made in Oberammergau“ in dem Pavillon der Staatlichen Fachschule für Holzbildhauerei in Oberammergau präsentiert. Für die Kunstaktion „Kofel X“ wurde eigens ein Abzeichen entworfen und von den Künstlern an Beteiligte und Unterstützer verliehen.